# Шаги в фигурном катании
Шаги в фигурном катании соединяют все элементы программы в единое целое. Они представляют собой комбинации толчков, дуг, троек, перетяжек, скобок, крюков, выкрюков и петель, с помощью которых фигурист перемещается по площадке.
Разные шаги и повороты корпуса, выполняемые в комбинации, называются «дорожкой шагов», которая являются обязательным элементом в программе фигуристов. Шаги могут служить для набора скорости перед прыжком или в качестве связующих элементов, то есть для украшения программы. Они создают естественный переход от одной части композиции к другой или соединяют один элемент с другим. В исполнении шагов ценится четкость, плавность и то, попадает ли фигурист в такт музыке. Елена Чайковская пишет, что шаги «должны раскрывать ритмические особенности музыки, техническое и артистическое мастерство спортсмена».
Шаги и повороты — главные критерии оценки спортсменов в танцах на льду. Например, партнеры в обязательном порядке исполняют синхронные серии твизлов — быстрых поворотов на одной ноге.

## Сводная таблица
Сложность шагов:
- зелёный — простейшие (широко применяются в обучении катанию на коньках). Простейшие безымянные[5] переходы с заднего хода на передний отмечены вопросительным знаком (?).
- оранжевый — простые.
- красный — сложные (признаются таковыми правилами фигурного катания[6]

|                                              | Без смены ноги (на одной ноге) | Без смены ноги (на одной ноге) | Со сменой ноги (на двух ногах)                         | Со сменой ноги (на двух ногах)                         |
|                                              | Без смены ребра                | Со сменой ребра                | Без смены ребра                                        | Со сменой ребра                                        |
| -------------------------------------------- | ------------------------------ | ------------------------------ | ------------------------------------------------------ | ------------------------------------------------------ |
| Без смены направления                        | Дуга, петля                    | Перетяжка                      | Основной шаг, беговые шаги, подсечки, шассе, кроссролл | Основной шаг, беговые шаги, подсечки, шассе, кроссролл |
| Со сменой направления (развороты в движении) | Крюк, выкрюк                   | Тройка, скобка, твизл          | ?, моухок                                              | ?, чоктау                                              |

## Шаги без смены ноги, направления и ребра

### Дуги
Дугой называется участок, на котором фигурист едет на одной ноге, в одном направлении и на одном ребре. Длина участка не играет роли: это может быть и коротенькая дуга в 30–40 см, присущая каскаду «любой прыжок — риттбергер», и проезд в половину катка.
Дуги — основа фигурного катания, и фигуристов учат уверенно держать ребро, а на длинных дугах — демонстрировать красивую позу. Одно из первых упражнений — разучивание дуг в форме полукруга поочерёдно на двух ногах.
Простейшая из обязательных фигур называется «дугой», «голландским шагом» или «кругом». Это круг, диаметром примерно в 10 длин конька фигуриста, исполненный три раза на каждой ноге. Коэффициент сложности всех дуг равен единице, исключение составляют дуги назад-внутрь (LBI и RBI), коэффициент сложности которых равен двум.

#### Запись шагов
Дуги характеризуются тремя параметрами: нога, направление и ребро. Ноги различают правую (R) и левую (L); направления — вперёд (F) и назад (B), рёбра — внутреннее (I) и внешнее (O). Шаги записывают как последовательность дуг. Например, простейший разворот в движении — вальсовую тройку — можно записать как LFO → LBI → RBO.
Дополнительно детальное описание шага может содержать обозначение положения свободной ноги, плеч и участка соприкосновения лезвия конька со льдом.

### Петля
Петля считается сложным шагом: чтобы проехать по самопересекающейся траектории, нужно совершить сложное движение корпусом, руками и свободной ногой. Петли исполняются, как правило, в дорожках шагов.

## Шаги без смены ноги

### Тройка

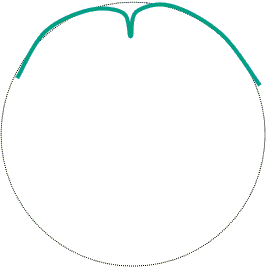
Тройка

Тройка (англ. 3 turn) — поворот на одной ноге со сменой ребра конька и направления движения. Тройка, пишет Алексей Мишин в книге «Фигурное катание на коньках», выполняется за счет небольшого разворота плеч и бедер в сторону движения.
Она называется так потому, что остающийся на льду след имеет вид цифры 3: каждое ребро оставляет дугообразный след, а изгиб посередине формируется во время смены ребра. Тройка — базовый элемент фигурного катания и основной способ изменить направление движения по льду. Именно тройку и моухок начинающие фигуристы выучивают в первую очередь. Кроме того, она используется в заходах на прыжки тулуп и флип. Это наиболее часто встречающийся поворот в танцах на льду.

### Скобка

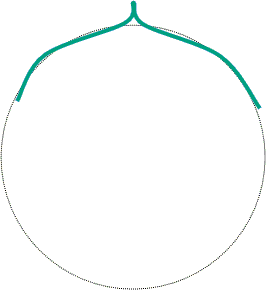
Скобка

Скобка (англ. Bracket turn) — поворот на одной ноге, оставляющий след наподобие фигурной скобки «}». Скобки считаются сложным видом поворота и исполняются, как правило, только в дорожках шагов. Она похожа на «тройку», но более сложна в исполнении, потому что во время тройки зубец поворачивается внутрь окружности, по направлению движения, а в скобке — в противоположную сторону. В произвольном катании распространены две последовательных скобки в разные стороны: сначала конёк двигается зубцом назад, потом оказывается зубцом вперёд, а потом опять назад.
Если на тройке фигурист разворачивается за счёт реакции льда, то скобка выполняется против реакции льда, за счёт движения корпусом в противоположную сторону.

### Крюк
Крюк (англ. Rocker turn) — это поворот на одной ноге. В отличие от троек и скобок, где конек в начале и в конце движется по единой линии, в выкрюках направление меняется на противоположное. Если представить, что фигурист движется по окружности вдоль бортика катка, то в тройках и скобках после поворота конька он продолжает движение в прежнем направлении, а после крюка происходит смена окружности. Это выглядит так, будто фигурист заходит на поворот-тройку, а выходит из «скобки».

### Выкрюк
Выкрюк (англ. Counter turn) — это обратный вариант крюка. Он выглядит так, как будто фигурист заходит на скобку, а выходит тройкой.
Выкрюки и крюки используют для простой смены направления, но чаще их можно увидеть в дорожках шагов и в обязательных танцах у танцоров на льду.

### Перетяжка
Элемент фигурного катания, при котором вес тела спортсмена, скользящего на одной ноге, плавно переносится с внутреннего на наружное ребро. После перетяжек, как правило, остается след в виде «змейки».

### Твизл

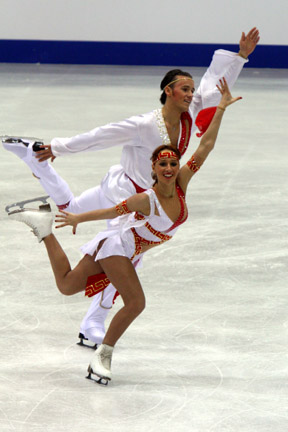
Кристина Горшкова и Виталий Бутиков исполняют твизлы на чемпионате мира среди юниоров в 2008 году.

Во время исполнения твизлов (англ. Twizzle) фигурист поворачивается на одной ноге по часовой или против часовой стрелки, одновременно перемещаясь по дуге или прямой. От вращения твизл отличается тем, что спортсмен не остается на одной точке, а двигается по льду. Предпочтительно, если фигуристы поднимают руки вверх.
Серии твизлов выполняются партнерами в танцах на льду, где этот элемент является обязательным. Кроме того, он в обязательном порядке выполняется в синхронном фигурном катании. Твизлы являются одним из наиболее сложных танцевальных элементов.

## Шаги со сменой ноги

### Шассе
Простой танцевальный шаг, напоминающий основной. Внешняя нога отталкивается как обычно, внутренняя — лишь слегка поднимается.

### Кроссролл
Танцевальный шаг со сменой ноги. Фигурист делает дугу на наружном ребре, после чего свободная нога заносится вперёд накрест с опорной. Заодно — упражнение на скольжение на внешнем ребре.

### Подсечка
Подсечка (англ. Crossover) — базовый элемент, представляет собой простой служебный шаг. Нужен для движения по кругу. Выполняются вперед и назад, по часовой стрелке и против нее. Используется для набора скорости, при заходах на прыжки и вращения.  Подсечка считается простым связующим компонентом, поэтому если фигурист в промежутках между сложными элементами (например, прыжками) будет передвигаться по льду только подсечками, без сложных шагов и поворотов, его программа станет менее интересной с хореографической точки зрения, потеряет в сложности, красоте и будет оценена судьями ниже.

### Беговой шаг

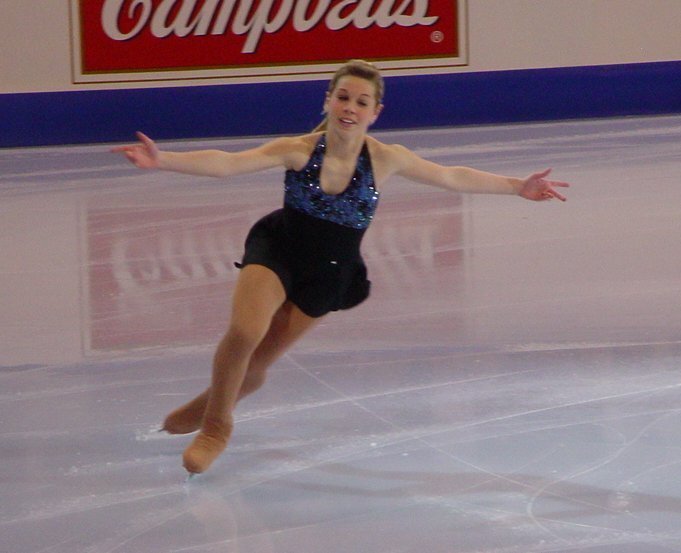
Кэти Тейлор использует беговой шаг вперед.

Последовательность подсечек вперед или назад.

## Шаги со сменой ноги и направления

### Моухок
Моухок (англ. Mohawk turn) — шаг со сменой направления движения, в котором участвуют обе ноги. Обычно используется именно для смены направления движения или в дорожках шагов, но может служить и для захода на прыжок флип.
Простейший разворот LBO → RFO (применяемый, например, для захода на аксель) моухоком считать не принято. В любом случае, «настоящий» моухок (LFI → RBI или LFO → RBO) приходится специально разучивать, в то время как простейший разворот обычно «приходит» сам по себе, с отработкой езды спиной вперёд. Некоторые специалисты признают слово «моухок» только за красивыми танцевальными шагами — а не за бесхитростным переходом спереди назад из одиночного и парного катания.
Происхождение слова «моухок» таково. В начале XIX века Великобритания была увлечена индейцами, и однажды из Нью-Йорка приехал ансамбль индейцев мохоков, исполнявший воинские танцы. У них в танце было движение, напоминавшее «кораблик». А ведь именно через «кораблик» проще всего развернуться на примитивных коньках с недостаточной кривизной лезвий.

### Чоктау
Чоктау (англ. Choctaw turn) похож на моухок, но при чоктау дополнительно происходит смена ребра. Он чаще всего используется в дорожках шагов. Чоктау включены во многие из обязательных танцев у танцоров на льду. Простейшие шаги без противодвижения руками (например, традиционный заход на вращение RBI → LFO) чоктау называть также не принято.
Название «чоктау» впервые встречается в книге Максвелла Уитхэма (конец XIX века). Шаг, похожий на моухок, был назван по аналогии, другим индейским племенем.

## Наиболее известные комбинации шагов
У всех этих комбинаций шагов есть огромное количество вариантов. Здесь указан наиболее распространённый, с движением против часовой стрелки, жирным шрифтом выделено «ядро» комбинации.
Вальсовая тройкаRBO (разворот) LFO (тройка) LBI (перейти на правую ногу) RBO.
Начинающие фигуристы не способны, совершив тройку, удержать дугу выезда. Намного проще перейти на правую ногу и выехать в красивой позе. Вальсовая тройка — самый простой разворот на правильно заточенных фигурных коньках.
ДжексонLFO (моухок) RBO («накрыть» левой ногой) LBI (толчок левой ногой) RFI (толчок правой ногой) LFO.
Противовращательные элементы — те, в которых туловище вращается против дуги движения — обычно сложны (лутц, скобка, крюк, чоктау). Джексон уникален тем, что это очень простая противовращательная комбинация. Поэтому он широко применяется в дорожках шагов детей и непрофессионалов, чтобы резко сменить направление вращения. Спортсмены нередко «разбивают» джексоном перебежку.
Риттбергерная тройкаRBO (разворот) LFO (тройка) LBI (неполная подсечка) RBO (тройка) RFI (моухок) LBI (перейти на правую ногу) RBO.
Подводящее упражнение к прыжку «риттбергер». На задней тройке фигурист должен держать свободную (левую) ногу вперёд-накрест, а перед тем, как сделать моухок — совершить свободной ногой элегантное движение вокруг тела.

## Дорожка шагов

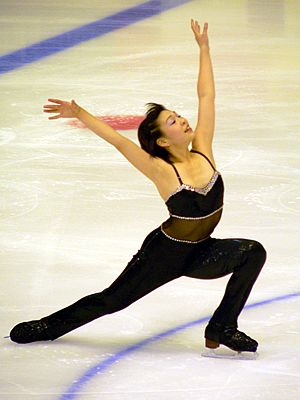
Выпад — один из элементов, украшающих дорожку шагов.

В одиночном и парном катании разрозненные шаги считаются связующими элементами. Но если исполнить шаги длинной цепочкой один за другим, получается зачётный элемент — так называемая «дорожка шагов».
Дорожка шагов, как обязательный элемент короткой и произвольной программы фигуристов, имеет свои правила, хотя фигуристы, как правило, стараются разнообразить движения и включать декоративные элементы или движения руками. Умеренные движения корпусом также требуются по правилам ИСУ. Однако Алексей Мишин в книге «Фигурное катание на коньках» отмечает, что в дорожках оценивается прежде всего сложность и мастерство в исполнении шагов.
В правилах 2018‒19 есть два типа дорожек — техническая (StSq) и хореографическая (ChSq). В короткой программе катают только техническую дорожку. В произвольной мужчины и женщины катают сначала техническую, потом хореографическую, пары — только хореографическую. Техническая дорожка оценивается как техническим специалистом (B, 1, 2, 3 или 4, в зависимости от сложности и разнообразия шагов), так и судьями (от −5 до +5, в зависимости от качества исполнения). Хореографическая — только судьями. Хореографическая дорожка у женщин и пар должна содержать спираль.
Действующие правила ИСУ регулируют исполнение дорожки следующим образом:

Шаги должны соответствовать ритмическому рисунку музыки.
Оригинальный текст (англ.)All  step  sequences  should  be executed according to the character of 
the music.

Нельзя перемежать шаги прыжками и подскоками более чем в половину оборота, а также вращениями более чем в 1 оборот.
Оригинальный текст (англ.)Step  sequences may  include small jump-like  movements with  not  
more than half  a  revolution.
В парном катании и танцах на льду в дорожку запрещается включать поддержки. Если в любую из дорожек будет включен запрещенный элемент (например, прыжок более чем в один оборот), то техническая бригада снимает с фигуристов баллы.

Разрешено делать небольшие остановки, попадающие в такт музыки.
Оригинальный текст (англ.)Short stops in accordance with the music  are  
permitted.
В парном катании поощряется смена рук и положения партнёров (то есть партнёр и партнёрша меняются местами) по ходу исполнения, а также близость их друг к другу.